# Sydney Swans Football Club
Los Sydney Swans ("Cisnes de Sídney") es un equipo de fútbol australiano profesional, que juega en la Australian Football League. Su sede se encuentra en la ciudad de Sídney, y es el único equipo de la AFL que representa a Nueva Gales del Sur. Han ganado el campeonato de liga en cuatro ocasiones, siendo la última en 2005.
El equipo se fundó en 1874 como el South Melbourne Football Club de la ciudad de Melbourne, hasta que en 1982 se trasladó a su localía habitual. Los Swans se convirtieron en el primer equipo de fútbol australiano de fuera del estado de Victoria que disputaba la liga.

## Historia
El club nace oficialmente el 19 de junio de 1874, y poco tiempo después adquirió la denominación South Melbourne Football Club en representación del suburbio del sur de la ciudad de Melbourne. La institución fue uno de los fundadores originales de la Asociación de Fútbol de Victoria, jugando en su liga desde 1877 hasta 1896. En el último año, South Melbourne pasó a ser uno de los ocho equipos fundadores de la Victorian Football League.
Su primer campeonato de liga lo logró en 1909, y más tarde volvería a conseguirlo en 1918 y 1933. Su mejor época deportiva fue en la década de 1930, con cuatro apariciones consecutivas en la Gran Final de liga entre 1933 y 1936. Durante esa época logró el sobrenombre de Swans, debido al gran número de jugadores procedentes del oeste de Australia que había en el equipo.
Cuando los resultados comenzaron a empeorar, la franquicia atravesó problemas financieros derivados de la numerosa presencia de equipos de Victoria en la liga. La organización de la VFL decidió trasladar la franquicia a Sídney, en lo que sería la primera presencia de un club de fútbol australiano de otro estado en el campeonato. El cambio se produjo en 1982, la franquicia adoptó el nombre de Sydney Swans, y durante la década de 1980 y 1990 pasó por manos de varios propietarios. Durante esos años la situación de los Swans fue convulsa, debido a problemas económicos y deportivos.
En 1996 Sydney consigue llegar a la Gran Final del campeonato, la cual pierde ante North Melbourne. Desde ese año su juego mejora, y la plantilla logra la clasificación para las fases finales en múltiples ocasiones, logrando atraer también a una importante masa de seguidores. En 2005 se proclamaron campeones de liga al vencer en la final a West Coast Eagles. En 2012 los Swans se convertirían campeones por quinta vez en su historia venciendo a Hawthorn

## Estadio
El campo de juego habitual de Sydney Swans es el Sydney Cricket Ground, que cuenta con capacidad para 41.500 personas. En ocasiones especiales, como partidos con mayor presencia de público, juegan en el ANZ Stadium con más de 80.000 localidades.

## Palmarés
- Australian Football League: 5 (1909, 1918, 1933, 2005, 2012)
- Victorian Football Association: 5 (1881, 1885, 1888, 1889, 1890)